# Скрижалі завіту

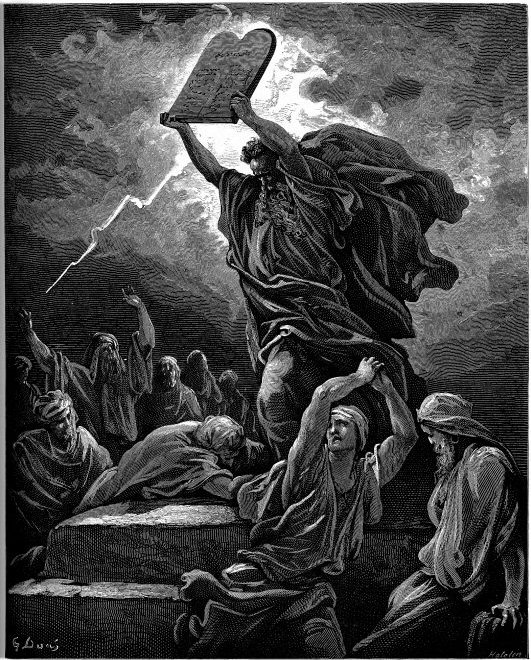
Мойсей зі Скрижалями. Гюстав Доре

Скрижалі Завіту або Скрижалі Заповіту (також Таблиці Завіту, від івр. לוּחוֹת הַבְּרִית, лухот а-брит) — дві кам'яні плити, на яких, відповідно Біблії, були викарбовуванні Десять заповідей.